# Ctenognophos serrata
Ctenognophos serrata là một loài bướm đêm trong họ Geometridae.